# Coupe des clubs champions arabes de football 1985
Navigation
Dammam 1984 Tunis 1986
La Coupe arabe des clubs champions 1985 est la troisième édition de la Coupe arabe des clubs champions de football. Organisée à Bagdad en Irak, elle regroupe au sein d'une poule unique les champions des pays arabes. Les clubs rencontrent une seule fois leurs adversaires.
C'est le club irakien d'Al Rasheed qui remporte cette édition, après avoir terminé en tête de la poule, devançant les Algériens de l'USM El Harrach et Nejmeh SC du Liban. C'est le premier titre international de l'histoire du club et le deuxième trophée remporté par un club irakien.

## Équipes participantes
- Ahli FC - Vainqueur de la Coupe du Golfe des clubs champions 1985
- Faisaly SC - Champion de Jordanie 1985
- Al-Karamah SC - Champion de Syrie 1984
- Ahli SC Champion du Yémen 1984
- Ahli Tripoli - Champion de Libye 1984
- FAR de Rabat - Champion du Maroc 1984
- USM El Harrach - Vice-champion d'Algérie 1984
- Al Rasheed - Représentant du pays hôte
- Nejmeh SC - Invité d'honneur
- FC Hay El-Arab - Invité d'honneur

## Compétition

### Qualifications
Poule d'Asie
- Al Rasheed 1-0  Ahli FC
- Al Rasheed 1-1[1]  Ahli SC
- Ahli FC 2-0  Ahli SC
- Nejmeh SC 0-0  Al-Karamah SC
- Nejmeh SC 3-1  Faisaly SC
- Al-Karamah SC 0-0  Faisaly SC

Poule d'Afrique
Après avoir gagné le match aller au début de la compétition, les marocain d'ASFAR ont déclaré forfait.
- Match aller (1985) 
  ASFAR 2-0  Ahli Tripoli SC

- Match aller[3] (3 mai 1985) au stade 1er novembre 1954, à Alger : 
  USM El Harrach 3-0  FC Hay El-Arab
  - Buts : Jafjaf (7) , El-roul (50 sur penalty) et (66).

- Match retour[4] (11 mai 1985) au stade de Port-Soudan, à Port-Soudan : 
  FC Hay El-Arab 0-2  USM El Harrach

### Championnat
- 5 décembre 1985 :  Al Rasheed 6-1  Nejmeh SC
  - Buts : Adnane Derdjal (1 but), Inad Aid (2 buts), Karim Seddam (1 but), Natik Hicham (1 but), Khalil Alaoui (1 but) / Hassen Chattila (1 but).

- 7 décembre 1985 :  USM El Harrach 3-0  Nejmeh SC
  - Buts : Ali Roul (1 but), Abdelkader Meziane (2 buts).

- 9 décembre 1985 :  Al Rasheed 2-1  USM El Harrach
  - Buts : Khalil Alaoui (1 but), Ahmed Radhi (1 but) / Abdelkader Meziane (1 but).

| Rang | Équipe         | Pts | J | G | N | P | Bp | Bc | Diff |  | Résultats (▼ dom., ► ext.) |  |     |     |
| ---- | -------------- | --- | - | - | - | - | -- | -- | ---- |  | -------------------------- |  | --- | --- |
| 1    | Al Rasheed     | 4   | 2 | 2 | 0 | 0 | 8  | 2  | +6   |  | Al Rasheed                 |  | 2-1 | 6-1 |
| 2    | USM El Harrach | 2   | 2 | 1 | 0 | 1 | 4  | 2  | +2   |  | USM El Harrach             |  |     | 3-0 |
| 3    | Nejmeh SC      | 0   | 2 | 0 | 0 | 2 | 1  | 9  | -8   |  | Nejmeh SC                  |  |     |     |

### Buteurs
Le classement des buteurs :
1 - Meziani Abdelkader (USM Harrach) 3 buts
2 - Khalil Alaoui (Al-Rachid) 2 buts, Inad Aid (el-rachid) 2 buts
3 - Adnane Derjal (USM Harrach) 1 but, Natek Hicham 1 but, Ahmed Radhi 1 but, Hassen Chatila 1 but.
| Coupe des clubs champions arabes Al Rasheed 1er titre |